# Conothele cangshan
Espèce
Conothele cangshan est une espèce d'araignées mygalomorphes de la famille des Halonoproctidae.

## Distribution
Cette espèce est endémique du Yunnan en Chine,. Elle se rencontre vers Dali.

## Description
Le mâle holotype mesure 10,30 mm.

## Étymologie
Son nom d'espèce lui a été donné en référence au lieu de sa découverte, les Cangshan.

## Publication originale
- Yang & Xu, 2018 : Two new species of the trapdoor spider genus Conothele Thorell, 1878 (Mygalomorphae: Halonoproctidae) from China. Zootaxa, no 4442(1), p. 171-180.